# Аустрические языки
Аустри́ческие (Австри́ческие) языки́ (лат. auster — юг) — гипотетическая макросемья языков, объединяющая австроазиатские и австронезийские языки; в расширенной версии в неё также включаются тай-кадайские языки  и языки мяо-яо. Поддерживается небольшим количеством лингвистов.
Гипотеза австронезийско-австроазиатского родства впервые была предложена в конце XIX века, первое подробное сопоставление слов австроазиатской и австронезийской семьи было сделано в работах австрийского учёного Вильгельма Шмидта (1906). К концу XX века большинство материала Шмидта было отвергнуто лингвистами за отсутствие регулярных фонетических соответствий. Точку зрения Шмидта поддержал американский учёный Пол Бенедикт (в работах 1942, 1966), который включил в эту макросемью (которая получила название австрической) таи-кадайские (прежде ошибочно причислявшимися к сино-тибетским). Предположение о родстве мяо-яо с австроазиатскими нашло отражение в работах французского учёного А. Одрикура (1961); в этой версии гипотеза именуется «макро-аустрической». Джон Бенгстон, кроме указанных выше четырёх семей, в составе аустрических языков рассматривает два изолята — айнский и нихали. Второе после Шмидта крупное сопоставление провёл Ла Вон Хейс, однако регулярные семантические и фонетические соответствия в его примерах также крайне немногочисленны.
Сторонники австрической гипотезы указывают на существование в этих языках ряда общих корней, общих префиксов и инфиксов. Однако регулярных фонетических соответствий между сравниваемыми семьями очень мало.

## Классификация
Аустрическая макросемья (П. К. Бенедикт, 1975):
|  | \| \| австронезийские языки \| \| \| \| \| \| тай-кадайские языки \| \| \| \| |
|  |                                                                               |
|  | австронезийские языки                                                         |
|  |                                                                               |
|  | тай-кадайские языки                                                           |
|  |                                                                               |

|  | австронезийские языки |
|  |                       |
|  | тай-кадайские языки   |
|  |                       |

|  | \| \| австронезийские языки \| \| \| \| \| \| тай-кадайские языки \| \| \| \| |
|  |                                                                               |
|  | австронезийские языки                                                         |
|  |                                                                               |
|  | тай-кадайские языки                                                           |
|  |                                                                               |

|  | австронезийские языки |
|  |                       |
|  | тай-кадайские языки   |
|  |                       |

|  | \| \| австронезийские языки \| \| \| \| \| \| тай-кадайские языки \| \| \| \| |
|  |                                                                               |
|  | австронезийские языки                                                         |
|  |                                                                               |
|  | тай-кадайские языки                                                           |
|  |                                                                               |

|  | австронезийские языки |
|  |                       |
|  | тай-кадайские языки   |
|  |                       |

|  | \| \| австронезийские языки \| \| \| \| \| \| тай-кадайские языки \| \| \| \| |
|  |                                                                               |
|  | австронезийские языки                                                         |
|  |                                                                               |
|  | тай-кадайские языки                                                           |
|  |                                                                               |

|  | австронезийские языки |
|  |                       |
|  | тай-кадайские языки   |
|  |                       |

|  | \| \| австронезийские языки \| \| \| \| \| \| тай-кадайские языки \| \| \| \| |
|  |                                                                               |
|  | австронезийские языки                                                         |
|  |                                                                               |
|  | тай-кадайские языки                                                           |
|  |                                                                               |

|  | австронезийские языки |
|  |                       |
|  | тай-кадайские языки   |
|  |                       |

|  | \| \| австронезийские языки \| \| \| \| \| \| тай-кадайские языки \| \| \| \| |
|  |                                                                               |
|  | австронезийские языки                                                         |
|  |                                                                               |
|  | тай-кадайские языки                                                           |
|  |                                                                               |

|  | австронезийские языки |
|  |                       |
|  | тай-кадайские языки   |
|  |                       |

|  | \| \| австронезийские языки \| \| \| \| \| \| тай-кадайские языки \| \| \| \| |
|  |                                                                               |
|  | австронезийские языки                                                         |
|  |                                                                               |
|  | тай-кадайские языки                                                           |
|  |                                                                               |

|  | австронезийские языки |
|  |                       |
|  | тай-кадайские языки   |
|  |                       |

|  | \| \| австронезийские языки \| \| \| \| \| \| тай-кадайские языки \| \| \| \| |
|  |                                                                               |
|  | австронезийские языки                                                         |
|  |                                                                               |
|  | тай-кадайские языки                                                           |
|  |                                                                               |

|  | австронезийские языки |
|  |                       |
|  | тай-кадайские языки   |
|  |                       |

В статье «Аустрическая макросемья: некоторые соображения» И. И. Пейрос предложил следующую классификацию аустрических языков:
- Австро-тайские
  - Австронезийские
  - Тай-кадайские
- Мяо-австроазиатские
  - Мяо-яо
  - Австроазиатские

В. А. Храновский, исходя из анализа фонетических, морфемных, синтаксических и базовых лексических совпадений, предположил, что шумеры как носители одного из диалектов прааустрического языка, отделившегося от общего языка ок. VII тыс. до н.э., прошли ок. V-IV тыс. до н. э. из побережья современного Таиланда через носителей как протоалтайских, так и с также ранее отделившихся от протоаустрического языка протоавстронезийских и протоавстроазиатских диалектов, значительное время сосуществуя с ними и взаимовлияя на языки и культуру (например, переняв каботажное плавание вдоль берегов Бенгальского залива через Шри-Ланку как легендарный Дильмун к Южной Месопотамии) .